# Wilhelm Morocutti
Wilhelm Morocutti bzw. Wilhelm Morokutti, auch Cutti genannt (* 9. Mai 1900 in Wien, Österreich-Ungarn; † 2. Februar 1962 in Oberneukirchen, Österreich), war ein österreichischer Fußballspieler und Fußballfunktionär, der an den Erfolgen des Wiener Amateur SV in den 1920er Jahren maßgeblich beteiligt war.

## Vereinskarriere
Morocutti, der vom Wiener Publikum stets nur „Cutti“ genannt wurde, wuchs in Ober-St. Veit auf und kam 1914 im Alter von 14 Jahren zu den im Stadtteil beheimateten Amateuren. Dort kam er von der Schüler- über die Jugendmannschaft rasch in die Reserve und als infolge des Ersten Weltkriegs viele Stammkräfte nicht zur Verfügung standen, gab er mit 16 Jahren sein Debüt in der Kampfmannschaft auf der Position des linken Flügelstürmers. In weiterer Folge konnte er sich seinen Platz in der Sturmreihe sichern, wurde aber meist als rechter Verbinder eingesetzt. 1920 erreichten die Amateure erstmals das Finale im ÖFB-Cup, mussten sich aber dem SK Rapid geschlagen geben, gegen den man auch in der Meisterschaft knapp das Nachsehen hatte. 1921 konnte mit dem Cupsieg gegen den Wiener Sport-Club erstmals ein Titel geholt werden, Cutti kam allerdings im Finalspiel nicht zum Einsatz.
Nachdem Cutti einige Zeit wieder auf dem linken Flügel gespielt hatte, fand er schließlich seine Stammposition auf der rechten Sturmseite, wo der kleingewachsene Spieler mit seiner Durchschlagskraft und Ausdauer überzeugen konnte und für den neben ihm spielenden Kálmán Konrád ein wesentlicher Torvorbereiter war. Nach zwei weiteren Vizemeisterschaften gelang in der Saison 1923/24 schließlich der erste Meistertitel, dem zwei Jahre später ein weiterer folgen sollte. Auch im Cup waren die Amateure dreimal in Folge erfolgreich. Nach Konráds Abgang wurden Cuttis Torvorlagen in den nächsten Jahren vor allem von Gustav Wieser, Viktor Hierländer und Matthias Sindelar verwertet. 
1930 verließ er die Violetten, nachdem er auf seiner Position starke Konkurrenz durch Josef Molzer erhalten hatte und es zu Differenzen mit der Vereinsführung gekommen war. Cutti schloss sich dem Wiener AC an, wo er in den beiden nächsten Saisonen noch sporadisch zum Einsatz kam, aber mit dem Erreichen des Finales im Mitropacup 1931 noch einen internationalen Erfolg feiern konnte. Cutti kam dabei im Rückspiel gegen die Vienna zum Einsatz, konnte jedoch den Sieg der Döblinger auch nicht verhindern. 
Nachdem er bereits im Jahr 1924 ein eigenes Unternehmen in seinem erlernten Beruf als Zahntechniker gegründet hatte, widmete er sich nach Ende seiner Fußballkarriere ganz dieser Tätigkeit. Nach dem Anschluss Österreichs 1938 nahm er seine Vereinstätigkeit als Funktionär im Ausschuss des FK Austria Wien wieder auf. Morocutti beantragte am 28. Mai 1938 die Aufnahme in die NSDAP und wurde rückwirkend zum 1. Mai desselben Jahres aufgenommen (Mitgliedsnummer 6.125.710). Dem Vorstand 1942 gehörte Morocutti nicht mehr an. 1943 übersiedelte er nach Oberneukirchen in Oberösterreich.

## Nationalmannschaft
Im Jänner 1922 lief Cutti erstmals für die Nationalmannschaft bei einem 3:3 gegen Italien auf, wobei er noch auf dem linken Flügel eingesetzt wurde. Einen Stammplatz konnte er sich als rechter Flügelstürmer vor allem in den Jahren 1924 bis 1926 sichern. Sein erstes Tor im Nationalteam schoss er im April 1925 beim 4:0 gegen Frankreich, bei einem 4:3 gegen Belgien im selben Jahr gelangen ihm sogar zwei Treffer. 1926 verlor er seinen Platz an den Admiraner Ignaz Sigl und wurde danach nur noch einmal berücksichtigt, nämlich beim 3:0 gegen Jugoslawien im Mai 1928. Insgesamt bestritt er 17 Länderspiele und schoss dabei fünf Tore.

## Erfolge
- 1× Mitropacupfinale: 1931
- 2× österreichischer Meister: 1924, 1926
- 4× österreichischer Vizemeister: 1920, 1921, 1923, 1925
- 4× ÖFB-Cup: 1921, 1924, 1925, 1926
- 3× ÖFB-Cup-Finale: 1920, 1922, 1927
- 17 Spiele und fünf Tore für die österreichische Fußballnationalmannschaft: 1922–1928